# فالك طيب (مسلسل)
فالك طيب هو برنامج مسابقات يعرض على قناة ام بي سي بتقديم المذيع ياسر السقاف. المسابقة هي البرنامج النسخة العربية مقتبس  من البرنامج الأمريكي "Wheel of Fortune" الذي يعرض منذ 1975 ويعتبر من اقدم برامج المسابقات، ويوزع من قبل شركة سوني العالمية والتي تم عرضه في العديد من الدول حول العالم. وهذه أول نسخة من المسابقة التي تنتج في اللغة العربية.